# Allzuständigkeit
Die Allzuständigkeit bedeutet die ausnahmsweise und einzelfallbezogene örtliche Zuständigkeit von Polizeivollzugsbeamten der Landespolizeien in der gesamten Bundesrepublik Deutschland, unabhängig davon, welchem Dienstherren die Dienstkraft zugehört.
Durch einschlägige Regelungen im Polizeirecht der Länder sind regelmäßig Ausnahmen hiervon bestimmt.
Die häufigsten Fälle einer Allzuständigkeit sind Nacheile, das Einschreiten in Eisenbahnen und Tätigkeit in Grenzgebieten der Länder, zum Beispiel die Brücken von Ulm nach Neu-Ulm und retour.
Die beiden Voraussetzungen für hoheitliches Handeln im Rahmen der Allzuständigkeit ist, dass 
- a) im auswärtigen Land Polizeikräfte nicht oder nicht rechtzeitig zur Verfügung stehen und
- b) die originär örtlich zuständige Polizei umgehend informiert wird.

Die Bundespolizei ist nach den Maßgaben der §§ 1 bis § 13 BPolG sachlich allzuständig, in manchen Bereichen sogar alleinzuständig. Die örtliche Zuständigkeit erstreckt sich grundsätzlich auf ganz Deutschland.